# Гарак
Гара́к (фр. и окс. Garac) — коммуна во Франции, находится в регионе Юг — Пиренеи. Департамент — Верхняя Гаронна. Входит в состав кантона Кадур. Округ коммуны — Тулуза.
Код INSEE коммуны — 31209.

## География

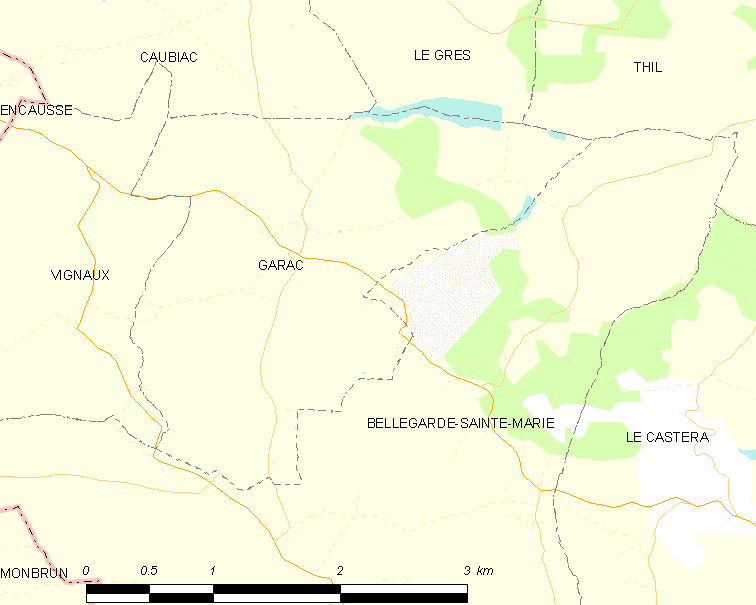
Карта коммуны

Коммуна расположена приблизительно в 590 км к югу от Парижа, в 31 км к западу от Тулузы.
На севере коммуны расположено озеро Гарак.

## Климат
Климат умеренно-океанический. Зима мягкая и снежная, весна характеризуется сильными дождями и грозами, лето сухое и жаркое, осень солнечная. Преобладают сильные юго-восточные и северо-западные ветры.

## Население
Население коммуны на 2010 год составляло 170 человек.
| 1962 | 1968 | 1975 | 1982 | 1990 | 1999 | 2010 |
| ---- | ---- | ---- | ---- | ---- | ---- | ---- |
| 148  | 134  | 118  | 112  | 123  | 157  | 170  |

## Экономика
В 2010 году среди 111 человек трудоспособного возраста (15—64 лет) 86 были экономически активными, 25 — неактивными (показатель активности — 77,5 %, в 1999 году было 68,9 %). Из 86 активных жителей работали 84 человека (43 мужчины и 41 женщина), безработных было 2 (1 мужчина и 1 женщина). Среди 25 неактивных 17 человек были учениками или студентами, 2 — пенсионерами, 6 были неактивными по другим причинам.

## Достопримечательности
- Церковь Св. Иоанна Крестителя